# Kalusha Bwalya
Kalusha Bwalya   (Mufulira, 16 d'agost de 1963) és un exfutbolista zambià de la dècada de 1980 que fou internacional amb la selecció de futbol de Zàmbia, essent el jugador amb més partits internacionals.
Pel que fa a clubs, destacà a Mufulira Wanderers, Cercle Brugge, PSV Eindhoven i América. Fou president de la Football Association of Zambia (FAZ) entre 2008 i 2016.